# Leis de Nuremberg
Leis de Nuremberg (português brasileiro) ou Leis de Nuremberga (português europeu) (em alemão:  Nürnberger Gesetze) foram um conjunto de leis antissemitas criadas pela Alemanha Nazista. Foram introduzidas em 15 de setembro de 1935 pelo Reichstag, numa reunião especial durante o comício anual em Nuremberga do Partido Nacional Socialista dos Trabalhadores Alemães (NSDAP). As duas leis foram as Leis para a Protecção do Sangue Alemão e da Honra Alemã, as quais proibiam os casamentos, as relações sexuais fora do casamento entre judeus e alemães, o emprego de mulheres alemãs com menos de 45 anos de idade em casas de judeus; e a Lei da Cidadania do Reich, a qual estabelecia que apenas aquelas pessoas com sangue alemão, ou sangue relacionado, eram elegíveis para serem cidadãos do Reich; os restantes eram classificados como sujeitos do estado, sem qualquer tipo de direitos de cidadania. Um decreto suplementar com as definições sobre quem era considerado judeu foi publicado a 14 de novembro, e a Lei da Cidadania do Reich entrou em vigor naquele dia. As leis foram expandidas a 26 de novembro de 1935 para incluírem os ciganos e os negros. Este decreto suplementar definia os ciganos como "inimigos do estado racial", a mesma categoria dos judeus.

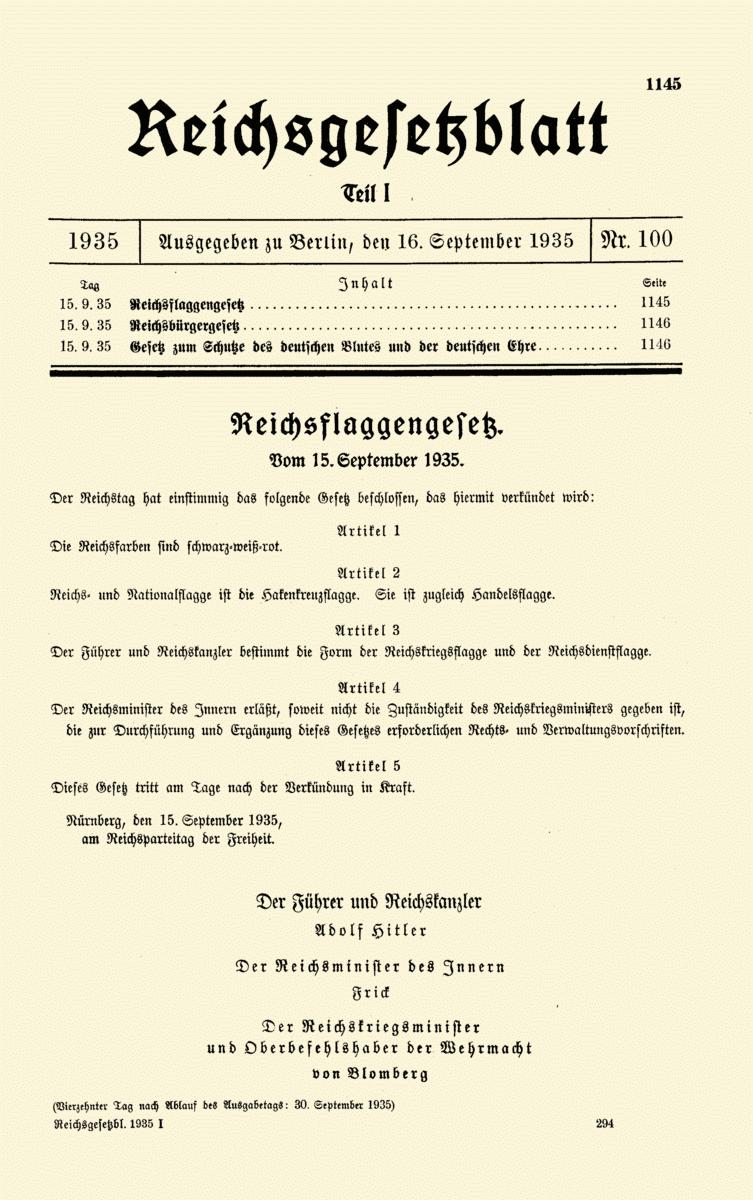
Capa do Diário Oficial alemão Reichsgesetzblatt com a publicação das leis, datada de 16 de Setembro de 1935 (RGB I No. 100)

Fora dos problemas da política externa, as perseguições sob as duas leis só começaram depois dos Jogos Olímpicos de Verão de 1936, realizados em Berlim. Depois de os nazis chegarem ao poder em 1933, começaram a implementar as suas políticas, incluindo a criação de uma Volksgemeinschaft (comunidade do povo) baseada numa raça. O Chanceler e Führer (líder) Adolf Hitler declarou um boicote nacional aos negócios dos judeus a 1 de abril de 1933, e a Lei para a Restauração do Serviço Público Profissional, datada de 7 de abril, excluía os não-arianos da função pública e das profissões ligadas às leis. Os livros considerados não-alemães, incluindo aqueles de autores judeus, foram destruídos durante uma queima de livros à escala nacional a 10 de maio. Os cidadãos judeus foram perseguidos e sujeitos a ataques violentos. A sua actividade profissional foi suspensa, viram ser-lhes retirada a sua cidadania e os seus direitos civis, e acabaram por ser completamente afastados da sociedade alemã.
As Leis de Nuremberga tiveram um impacto económico e social incapacitante na comunidade judaica. As pessoas suspeitas de violar as leis do casamento eram detidas, e (a partir de 8 de março de 1938) após terem cumprido as suas condenações, eram novamente presas pela Gestapo e enviadas para campos de concentração nazis. Todos aqueles que não eram judeus foram, gradualmente, deixando de se socializar com judeus ou de comprar em lojas de judeus, muitas das quais fecharam por falta de clientes. À medida que os judeus iam deixando de poder trabalhar no funcionalismo público ou em profissões reguladas pelo governo, como medicina ou educação, muitos proprietários de negócios da classe média e outros profissionais, foram forçados a aceitar empregos subalternos e mal pagos. A emigração era difícil pois os judeus tinham de pagar até 90 por cento dos seus bens como taxa para deixar o país. Em 1938, já era difícil, se não impossível, os emigrantes judeus encontrarem um país que os aceitasse. Os esquemas para as deportações em massa, como o Plano Madagáscar, mostraram-se impossíveis de realizar, e a partir de meados de 1941, o governo alemão deu início à exterminação em massa dos judeus na Europa.

## Antecedentes
O Partido Nacional Socialista dos Trabalhadores Alemães (NSDAP; Partido Nazi) foi um dos partidos políticos de extrema-Direita ativos na Alemanha depois do fim da Primeira Guerra Mundial. Entre os objetivos do partido estava o derrube da República de Weimar, a rejeição dos termos do Tratado de Versalhes e o antissemitismo radical.  Prometia um governo central forte, uma expansão do Lebensraum (espaço vital) para os povos germânicos, a formação de uma Volksgemeinschaft (comunidade do povo) baseada na raça e uma limpeza racial através da supressão dos judeus, que ficariam sem cidadania e direitos civis.
Enquanto se encontrava na prisão em 1924, depois do falhado Putsch da Cervejaria, Hitler ditou Mein Kampf ao seu assistente, Rudolf Hess. O livro consiste numa autobiografia e na exposição das ideologias de Hitler, no qual ele expunha os seus planos para a transformação da sociedade alemã baseada numa só raça. Nele destaca a sua crença no bolchevismo judeu, uma teoria da conspiração que defendia a existência de uma conspiração internacional judaica para dominar o mundo e no qual os judeus eram o inimigo mortal do povo alemão. Ao longo da sua vida, Hitler nunca se afastou da sua Weltanschauung (visão do mundo) tal como a expôs em Mein Kampf. O NSDAP defendia o conceito de Volksgemeinschaft com o objectivo de unir todos os alemães como camaradas nacionais, ao mesmo tempo que excluía aqueles considerados estranhos à comunidade ou de Fremdvölkische (raças exteriores).

## Alemanha Nacional-Socialista

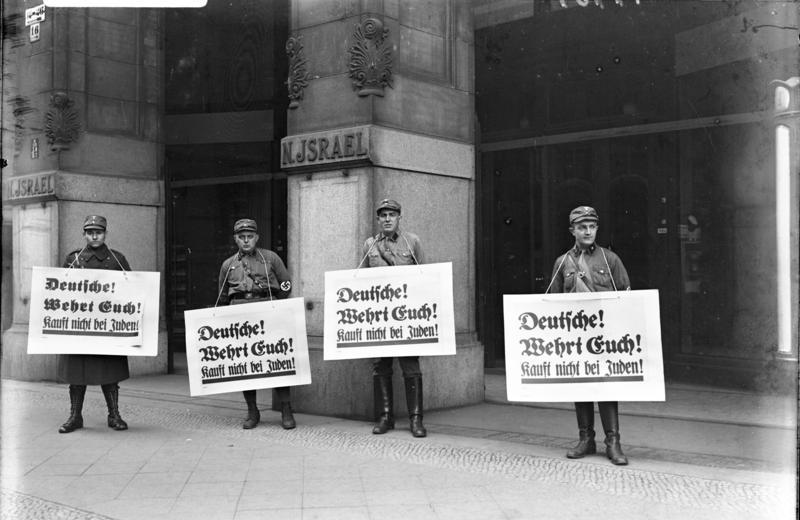
Membros das SA à frente de uma loja de comércio judeu durante o boicote nazi aos negócios dos judeus, 1 de Abril de 1933

A discriminação dos judeus intensificou-se após a subida ao poder do NSDAP. Depois de um mês de ataques por membros das Sturmabteilung (SA; braço paramilitar do NSDAP) às lojas dos judeus, às sinagogas e a elementos de várias profissões, a 1 de abril de 1933 Hitler declarou um boicote nacional aos negócios dos judeus. No início de 1933, muitas pessoas que não pertenciam ao NSDAP defendiam a segregação dos judeus do resto da sociedade alemã. A Lei para a Restauração do Serviço Público Profissional, publicada a 7 de abril de 1933, forçava todos os não-arianos a saírem das profissões legais e do serviço público. Seguiu-se legislação semelhante para privar aos judeus o acesso a outras profissões e à sua prática. Em 1934, o Partido Nazi publicou um folheto intitulado "Warum Arierparagraph?" (Por que a Lei Ariana?), o qual sintetizava a necessidade da lei. Como parte da motivação para retirar a influência judaica da vida cultural, membros da Associação de Estudantes Nacional-Socialistas retiraram das bibliotecas todos os livros considerados não-germânicos, e, no dia 10 de maio, teve lugar uma queima de livros. A violência e pressão económica foram usadas pelo regime para levar os judeus a deixarem o país. A legislação publicada em julho de 1933 retirava a todos os alemães judeus naturalizados a sua cidadania, criando uma base legal para os imigrantes mais recentes (em particular os judeus da Europa de Leste) serem deportados. Muitas cidades puseram cartazes a proibir a entrada de judeus. Ao longo de 1933 e 1934, os negócios dos judeus foram sendo impedidos de ter acesso aos mercados, proibidos de colocar anúncios nos jornais e privados de contratar com o governo. Os cidadãos eram ameaçados e sujeitos a ataques violentos.
Outras leis promulgadas neste período incluem Lei para a Prevenção de Filhos de Deficientes (datada de 14 de julho de 1933), que estabelecia a esterilização obrigatória de pessoas com historial de doenças físicas e mentais. Sob a Lei Contra Criminosos Perigosos Habituais (datada de 24 de novembro de 1935), os criminosos habituais eram forçados a também serem esterilizados. Esta lei foi também utilizada para forçar a detenção em prisões ou em campos de concentração nazis de "desajustados sociais" tais como os desempregados de longa-duração, prostitutas, pedintes, alcoólicos, sem-abrigos e ciganos.

### Lei dos Ciganos do Reich
O Gabinete Central para o Combate aos Ciganos foi criado em 1929. Em dezembro de 1938, o Reichsführer-SS Heinrich Himmler emitiu uma ordem para "combater a praga cigana". O povo cigano deveria ser categorizado de acordo com a sua ascendência cigana como característica racial, em vez de ser comparado com a sua associação a "elementos antissociais" da sociedade alemã. Este trabalho foi desenvolvido pelo Dr. Robert Ritter da unidade de População e Higiene Racial do Ministério da Saúde, que, em 1942, tinha criado uma escala de ZM+, ZM de primeiro e segundo graus, e ZM- para reflectir a ascendência cigana decrescente. Esta classificação significava que uma pessoa podia ser categorizada como cigana e sujeita a legislação anticigana com base no facto de ter dois trisavós. O Dr. Zindel do Ministério do Interior preparou um documento para estabelecer os termos da "Lei dos Ciganos" do Reich, com o objetivo de fazer parte das Leis de Nuremberga. Segundo Zindel, o "problema cigano" não podia ser tratado com uma mobilização forçada ou detenção dentro do território alemão. Zindel recomendou a identificação e registo de todos os ciganos, seguido de esterilização e deportação. Em 1938, as autoridades da saúde pública receberam ordens para registar todos os ciganos e todos os ciganos Mischlinge. Apesar do interesse de Himmler em promulgar essa legislação, que ele afirmava que iria impedir "mais mistura de sangue, e iria regular todas as questões mais importantes relacionadas com a existência dos ciganos no espaço vital da nação germânica", o regime nunca promulgou a "Lei dos Ciganos". Em Dezembro de 1942, Himmler deu ordens para que todos os ciganos fossem enviados para os campos de concentração.

### "O Problema Judaico"

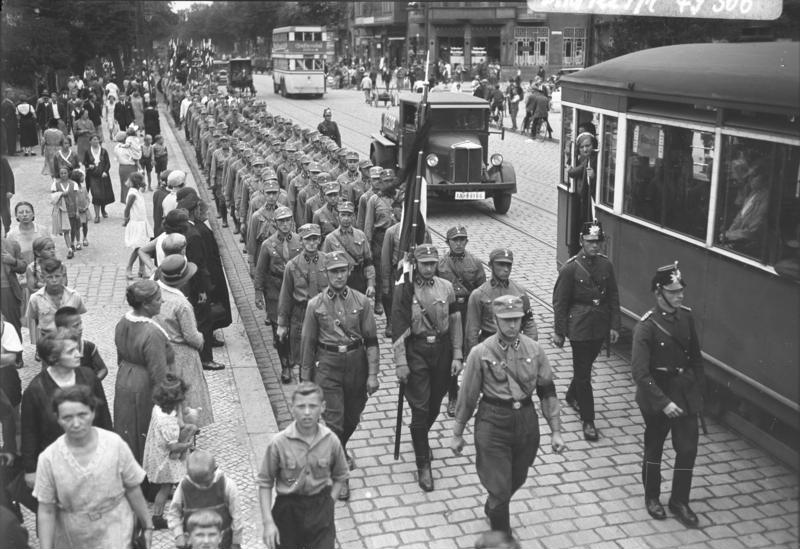
A SA tinha cerca de três milhões de membros no início de 1934

Desiludidos pela promessa não cumprida pelo NSDAP de eliminar os judeus da sociedade alemã, os membros das SA estavam desejosos de atacar a minoria judaica para mostrar a sua frustração. Um relatório da Gestapo, anterior a 1935, estabelecia que o NSDAP colocaria em ação uma solução para a "Questão judaica... a partir de baixo e que o governo teria de seguir". Os ataques, vandalismo e boicotes contra os judeus, que o governo nazi limitou temporariamente em 1934, aumentaram de novo em 1935 em simultâneo com uma campanha propagandista autorizada pela cúpula do governo. Muitos dos elementos que não pertenciam ao partido ignoraram os boicotes e opuseram-se à violência por preocupação com sua própria segurança. O historiador israelita Otto Dov Kulka diz que havia uma disparidade de perspetivas entre os Alte Kämpfer (membros mais antigos do partido) e o público em geral, mas que mesmo aqueles alemães que não eram politicamente ativos, eram a favor de criar novas leis antissemitas em 1935. A questão foi levantada e considerada urgente por causa da agitação antissemita.
O ministro do Interior, Wilhelm Frick, anunciou a 25 de julho que uma lei a proibir os casamentos entre judeus e não-judeus seria brevemente promulgada, e recomendou que as conservatórias deviam evitar o licenciamento desses casamentos por enquanto. O esboço da lei proibia o casamento de pessoas com doenças hereditárias.
O Dr. Hjalmar Schacht, o ministro da Economia e presidente do Reichsbank, criticou o comportamento violento dos Alte Kämpfer e das SA por causa do seu impacto negativo na economia do país. A violência também tinha um impacto negativo na reputação da Alemanha na comunidade internacional. Por estas razões, Hitler ordenou a paragem das "ações individuais" contra os judeus alemães a 8 de agosto de 1935, e o ministro do Interior, Wilhelm Frick, ameaçou tomar medidas legais contra os membros do partido que ignorassem as ordens. Para Hitler, era imperativo definir rapidamente novas leis antissemitas para acalmar os elementos mais radicais do NSDAP que continuavam a tentar afastar os judeus da sociedade alemã de forma violenta. A 20 de agosto de 1935, teve lugar uma conferência de ministros para discutir a questão. Hitler foi contra a utilização de métodos violentos, pois isso causava danos na economia, e insistiu que o assunto devia ser resolvido através de legislação. As novas leis deviam centrar-se no casamento, para evitar a "corrupção racial"; na retirada da cidadania alemã aos judeus; e em leis que impedissem os judeus de participar livremente na economia.

### Acontecimentos em Nuremberga

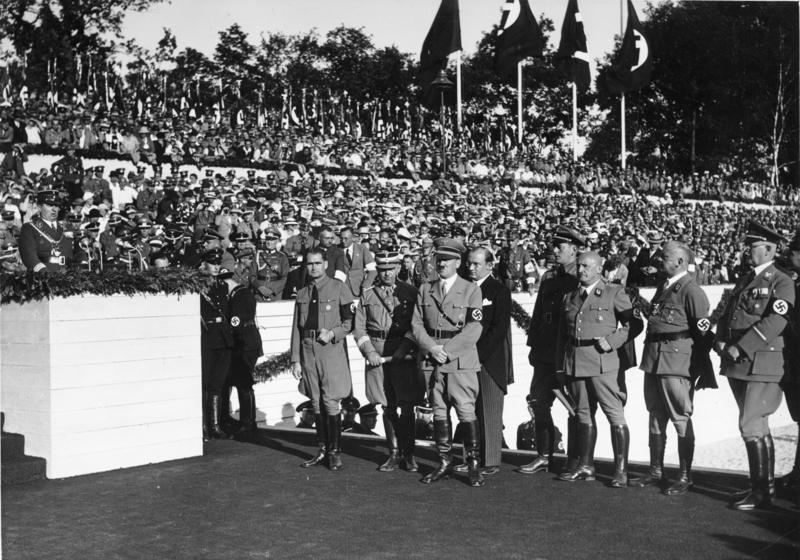
Dignitários do NSDAP no comício de Nuremberga de 1935

O sétimo comício do Partido Nazi, realizado entre 10 e 16 de setembro de 1935, incluiu a única sessão do Reichstag feita fora de Berlim durante o regime nazi. Hitler decidiu que o comício seria uma boa oportunidade para apresentar as muito esperadas leis antijudeus. Num discurso a 12 de setembro, o médico nazi Gerhard Wagner anunciou que o governo iria introduzir em breve uma "Lei para a Proteção do Sangue Germânico". No dia seguinte, Hitler convocou o Reichstag para se reunir numa sessão em Nuremberga a 15 de setembro o último dia do comício. Franz Albrecht Medicus e Bernhard Lösener do Ministério do Interior foram convocados a Nuremberga e instruídos para começarem a preparar um esboço de lei a proibir as relações sexuais ou os casamentos entre judeus e não-judeus. Os dois homens chegaram no dia 14 de setembro. Nessa noite, Hitler deu-lhes ordem para terem pronto, na manhã seguinte, um esboço da lei da cidadania do Reich. Hitler achou que o documento inicial da Lei do Sangue era demasiado suave; por volta da meia-noite, Frick apresentou-lhe quatro novas versões que diferenciavam, no essencial, no peso das penalidades que impunham. Hitler escolheu a versão menos suave, mas deixou em aberto a definição sobre quem era judeu. O líder nazi disse no comício que as leis eram "uma tentativa de resolução legal de um problema, o qual, caso se provasse ser um fracasso, teria de ser confiado por lei ao Partido Nazi para uma solução definitiva". O ministro da Propaganda Joseph Goebbels proibiu a transmissão das leis, e deu ordem aos meios de comunicação alemães para não as mencionar até haver uma decisão sobre como elas seriam implementadas.

## Texto das leis
As duas Leis de Nuremberga foram aprovadas por unanimidade no Reichstag em 16 de setembro de 1935. A Lei Para a Protecção do Sangue Alemão e da Honra Alemã proibiam o casamento e as relações sexuais fora do casamento entre judeus e alemães, e proibia o emprego de mulheres alemãs com menos de 45 anos de idade nos lares judeus. A Lei da Cidadania do Reich declarava que apenas aqueles de sangue alemão, ou com ele relacionado, eram elegíveis para serem cidadãos do Reich; os restantes eram classificados como sujeitos do estado, sem quaisquer direitos de cidadania. O texto da Lei da Cidadania que estabelecia que uma pessoa tinha de demonstrar "pela sua conduta que tinha o desejo e era capaz de servir fielmente o povo alemão e o Reich" queria dizer que aos adversários políticos podiam ser-lhes retirada a sua cidadania alemã. Esta lei era, na prática, um meio de privar os judeus, os ciganos e outros "indesejáveis" dos seus direitos legais e da sua cidadania.
Nos anos seguintes, foram promulgadas 13 leis suplementares que ainda marginalizavam mais a comunidade judaica na Alemanha. Por exemplo, os judeus não podiam pedir subsídios para o apoio a famílias numerosas e estavam proibidos de fazer negócios com arianos.

### Lei da Protecção do Sangue Alemão e da Honra Alemã
Motivado pela perceção de que a pureza do sangue alemão é a condição essencial para a existência contínua do povo alemão e inspirado pela determinação inflexível de assegurar a existência da nação germânica para sempre, o Reichstag adotou, por unanimidade, a seguinte lei, promulgada abaixo:
Artigo 1
1. Os casamentos entre judeus e indivíduos do estado de sangue alemão, ou com ele relacionado, são proibidos. Os casamentos, no entanto, já concluídos, são inválidos, mesmo que concluídos no exterior para circundar esta lei.
2. Os processos de anulação só podem ser iniciados pelo promotor público.[45]

Artigo 2
As relações extraconjugais entre judeus e indivíduos do estado de sangue alemão, ou com ele relacionado, são proibidas.
Artigo 3
Os judeus não podem empregar nas suas casas mulheres do estado de sangue alemão, ou com ele relacionado, com menos de 45 anos de idade.
Artigo 4
1. Os judeus estão proibidos de hastear a bandeira do Reich ou a bandeira nacional, ou de expor as cores do Reich.
2. Têm, por outro lado, autorização para expor as cores judaicas. O exercício deste direito está protegido pelo estado.[45]

Artigo 5
1. Qualquer pessoa que viole as proibições referidas no Artigo 1 será punida com prisão com trabalho forçado [Zuchthaus].
2. Um homem que viole as proibições referidas no Artigo 2, será punido com prisão [Gefängnis] ou prisão com trabalho forçado.
3. Qualquer pessoa que viole o exposto nos Artigos 3 e 4, será punida com prisão com trabalho forçado de até um ano e uma multa, ou com uma destas penalidades.[45]

Artigo 6
O ministro do Interior do Reich, em coordenação com o Delegado do Führer e com o ministro da Justiça do Reich, emitirá os regulamentos legais e administrativos necessários para aplicar esta lei.
Artigo 7
A Lei entra em vigor no seguinte à sua promulgação, exceto o Artigo 3, que entra em vigor a 1 de janeiro de 1936.

### Lei de Cidadania do Reich
O Reichstag decretou, por unanimidade, a seguinte lei, que é promulgada no presente documento:
Artigo 1
1. Um indivíduo do estado é uma pessoa que goza da proteção do Reich alemão e que, em consequência, tem obrigações específicas para com isso.
2. O estatuto do indivíduo do estado é adquirido de acordo com as disposições do Reich e da Lei de Cidadania do Reich.[45]

Artigo 2
1. Um cidadão de Reich é um indivíduo do estado que é de sangue alemão, ou com ele relacionado, e prova, pela sua conduta, que está disposto e apto a servir fielmente o povo alemão e Reich.
2. A cidadania do Reich é adquirida através da concessão de um certificado de cidadania do Reich.
3. O cidadão do Reich é o único portador de direitos políticos completos de acordo com a lei.[45]

Artigo 3
O ministro do Interior do Reich, em coordenação com o Delegado do Führer, emitirá as ordens legais e administrativas necessárias para implementar e concluir esta lei.

## Classificações sob as leis
| Classificação            | Tradução                   | Herança            | Definição                                                                                   |
| ------------------------ | -------------------------- | ------------------ | ------------------------------------------------------------------------------------------- |
| Deutschblütiger          | Sangue alemão              | Alemã              | Pertence à raça e à e nação alemã; aprovado para ter a cidadania do Reich                   |
| Deutschblütiger          | Sangue alemão              | 1/8 judaica        | Considerado como pertencente à raça e a nação alemã; aprovado para ter a cidadania do Reich |
| Mischling Grades zweiten | Raça mista (segundo grau)  | 1/4 judaica        | Apenas parcialmente pertence à raça e a nação alemã; aprovado para ter a cidadania do Reich |
| Mischling Grades Ersten  | Raça mista (primeiro grau) | 3/8 ou 1/2 judaica | Apenas parcialmente pertence à raça e a nação alemã; aprovado para ter a cidadania do Reich |
| Jude                     | Judeu                      | 3/4 judaica        | Pertence à raça e da comunidade judaica; não aprovado para ter a cidadania do Reich         |
| Jude                     | Judeu                      | Judaica            | Pertence à raça e e à comunidade judaica; não aprovado para ter a cidadania do Reich        |

| Encontro               | Decreto |
| ---------------------- | --- |
| 15 de Setembro de 1935 | O Mischling será considerado um judeu se for membro da comunidade religiosa judaica. |
| 15 de Setembro de 1935 | O Mischling será considerado um judeu se for casado com um judeu. Os seus filhos serão considerados judeus. |
| 17 de Setembro de 1935 | Uma criança mestiça resultante de um casamento com um judeu nascido após 17 de Setembro de 1935, será classificado como judeu. Aqueles nasceram antes de 17 de Setembro de 1935, ainda serão classificados como Mischlings. |
| 31 de Julho de 1936    | Uma criança mestiça proveniente de relação sexual extraconjugal proibida com um judeu nascido fora do casamento após 31 de Julho de 1936, será classificada como judeu.                                                     |

## Legislação em outros países

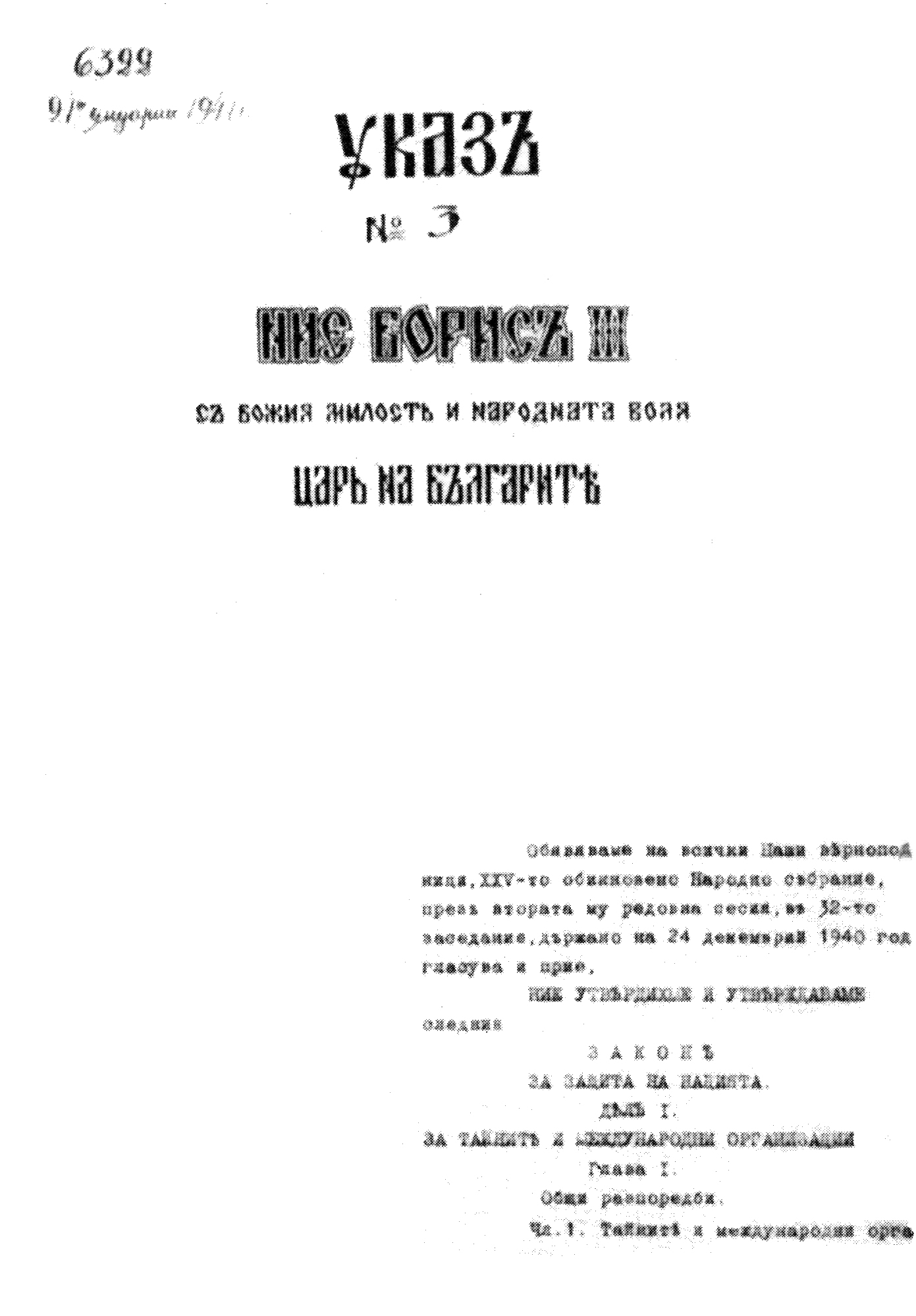
Decreto do Czar Bóris III da Bulgária para aprovação da lei para a protecção da nação

Alguns dos aliados dos nazis elaboraram as suas próprias versões das Leis de Nuremberga:
- Em 1938, a Itália estabeleceu as Leis Raciais Italianas, que retiravam a cidadania aos judeus e proibiam as relações sexuais entre judeus e não-judeus italianos;[46]
- A Hungria editou leis a 28 de maio de 1938 e a 5 de maio de 1939 banindo os judeus de várias profissões. Uma terceira lei, datada de agosto de 1941, definia como judeu todo aquele individuo com, pelos menos, dois avós judeus, e proibia as relações sexuais ou casamentos entre judeus e não-judeus;[47]
- Em 1940, a Guarda de Ferro da Roménia legislou com a Lei da Definição do Estatuto Legal dos Judeus Romenos;[48]
- Em 1941, a Eslováquia criou o Codex Judaicus;[49]
- Em 1941, A Bulgária criou a Lei Para a Protecção da Nação;[50]
- Em 1941, a Ustaše, na Croácia, emitiu legislação definindo quem era considerado judeu e restringindo o contacto com eles;[51]
- O Império do Japão não legislou sobre o assunto.

## Cópias existentes
Um manuscrito original das leis assinadas por Hitler foi encontrado pelo Corpo de Contra-Informação dos Estados Unidos em 1945. Acabou na posse do general George S. Patton, que o guardou, violando as ordens para que achados desse tipo teriam de ser entregues ao governo. Durante uma visita a Los Angeles em 1945, entregou o documento à Biblioteca Huntington, onde foi guardado num cofre à prova de bomba. A biblioteca revelou a existência do documento em 1999, e enviou-o, como empréstimo vitalício, ao Centro Cultural Skirball, o qual o colocou em exposição pública. O manuscrito foi transferido para a Administração Nacional dos Arquivos e Registos em Washington, D.C. em agosto de 2010.

## Impacto

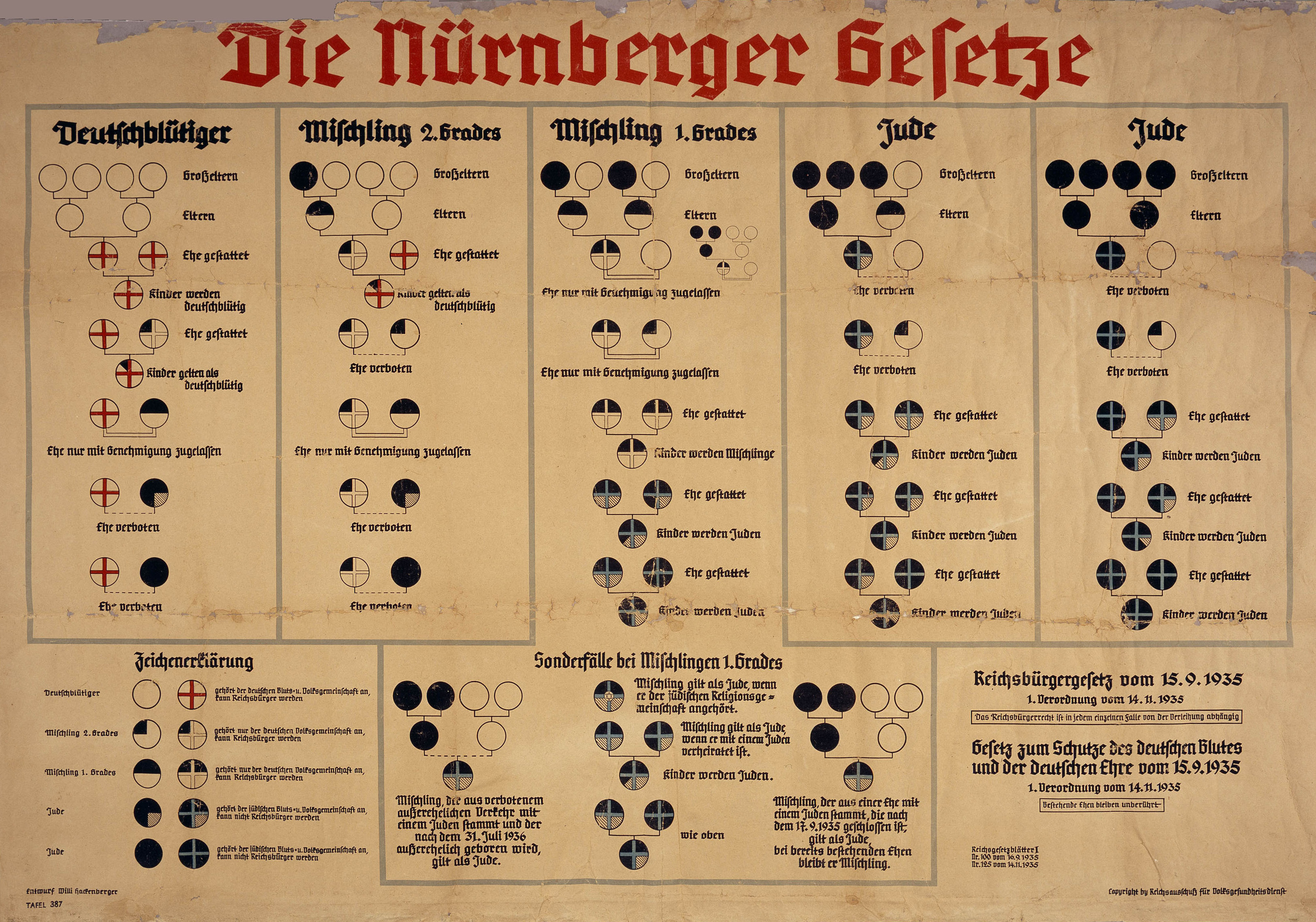
Tabela com as classificações raciais segundo as Leis de Nuremberga (1935): Alemão, Mischlinge e judeu.

Enquanto o ministro do Interior e o NSDAP concordavam que pessoas com três ou mais avós judeus seriam classificados como judeus e aqueles com apenas um (Mischlinge de segundo grau) não, surgiu um debate acerca daqueles com dois avós judeus (Mischlinge de primeiro grau). O NSDAP, em particular os seus membros mais radicais, queriam que as leis se aplicassem aos Mischlinge tanto do primeiro como do segundo grau. Por esta razão, Hitler continuou sem tomar um partido, e só se decidiu em inícios de novembro de 1935. A sua posição final foi que pessoas com três avós judeus seriam classificadas como judeus; aqueles com dois seriam considerados judeus apenas se fossem praticantes ou se tivessem uma esposa judia. O decreto suplementar que estabelecia a definição sobre quem era judeu foi publicado em 14 de novembro, e a Lei da Cidadania do Reich entrou em vigor nessa data. Os judeus já não eram cidadãos alemães e perderam o direito a votar. Os judeus e ciganos não podiam votar nas eleições para o Anschluss. Os funcionários públicos que foram exonerados segundo a Lei para a Restauração do Serviço Público Profissional por causa do seu estatuto de veteranos de guerra, foram forçados a deixar os postos naquela data. Um outro decreto suplementar datado de 21 de dezembro, ordenou o afastamento de veteranos judeus de outras profissões reguladas ao estado tais como a medicina ou a educação.
Enquanto a sugestão de Frick de que um tribunal de cidadania perante o qual todo o alemão tivesse de provar que eram arianos não foi aceite, provar a herança racial tornou-se uma necessidade do dia-a-dia. As empresas não ligadas ao governo tiveram autorização para incluir nos seus estatutos um parágrafo ariano que excluía tanto os Mischlinge como os judeus do emprego. A prova da ascendência ariana era feita com a obtenção de um certificado ariano. Uma das formas era adquirir um Ahnenpass, o qual podia ser obtido fornecendo os certificados de nascimento ou de baptismo contendo o registo de que todos os quatros avós tinham ascendência ariana. O Ahnenpass também podia ser obtido pelos cidadãos de outros países, desde que fossem "germânicos ou de sangue relacionado".
De acordo com a Lei para a Protecção do Sangue Alemão e da Honra Alemã (15 de setembro de 1935), os casamentos estavam proibidos entre judeus e alemães; entre Mischlinge do primeiro grau e alemães; entre judeus e Mischlinge do segundo grau; e entre dois Mischlinge do segundo grau. Os Mischlinge do primeiro grau podiam casar com os judeus, mas passariam a ser classificados como judeus a partir daí. Todos os casamentos entre meio-judeus e alemães e alemães tinham de ter a aprovação de uma Comissão para a Protecção do Sangue Alemão. Foram poucas as autorizações atribuídas. Um decreto suplementar datado de 26 de novembro de 1935 estendeu a lei para abranger os "ciganos, negros e os seus bastardos".

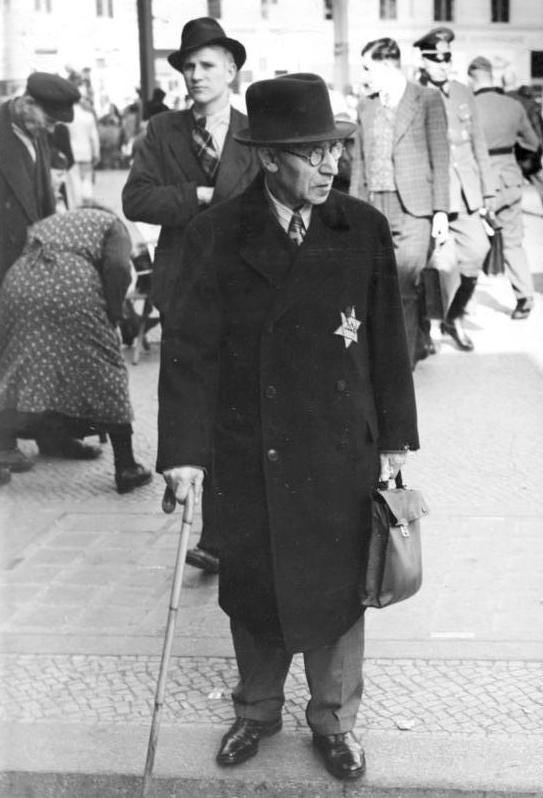
Com início a 1941, a lei exigia aos judeus que se auto-identificassem usando uma estrela amarela visível nas suas roupas.

Pessoas suspeitas de terem tido relações sexuais com não-arianos eram acusadas de Rassenschande (corrupção racial) e julgados nos tribunais regulares. As provas apresentadas à Gestapo para estes casos eram, na sua maioria, fornecidas por cidadãos comuns como os vizinhos, colegas de trabalho ou outros informadores. Aqueles acusados de corrupção racial eram publicamente humilhados ao percorrem as ruas em parada com cartazes pendurados ao pescoço detalhando os seus crimes. Os que eram condenados recebiam penas de prisão, e (a partir de 8 de março de 1938) depois de cumprirem as suas penas eram de novo detidos pela Gestapo e enviados para os campos de concentração. Como a lei não permitia a pena capital para a corrupção racial, eram convocados tribunais especiais para permitir a pena de morte em alguns casos. A partir de finais de de 1935 até 1940, 1911 pessoas foram condenadas por Rassenschande. Com o tempo, a lei foi alargada para incluir formas de contacto não-sexuais como cumprimentos com beijos ou abraços.
Na generalidade, os alemães aceitaram as Leis de Nuremberga, em parte porque a propaganda nazi conseguiu convencer a opinião pública de que os judeus eram uma raça à parte, mas também porque fazer oposição ao regime significava que a pessoa ficava sujeita à perseguição e detenção pela Gestapo. A população em geral ficou mais calma depois de a violência anti-semita ter cessado após a entrada em vigor das leis. Os não-judeus foram gradualmente deixando de socializar com os judeus ou de comprar nas suas lojas. Os grossistas que continuaram a fornecer os comerciantes judeus foram obrigados a marchar nas ruas com cartazes pendurados nos pescoços a dizer que eram traidores. O Partido Comunista e alguns elementos da Igreja Católica criticaram bastante as leis. Preocupado com o facto de a opinião internacional ser negativamente influenciada pelas novas leis, o ministro do Interior não as colocou a todas em prática, só o fazendo depois dos Jogos Olímpicos de Verão de 1936, realizados em Berlim em agosto.
O Ministério do Interior estimou que haviam cerca de 750 000 Mischlinge, à data de abril de 1935 (estudos posteriores à guerra apontam para 200 000Mischlinge). À medida que os judeus foram sendo progressivamente excluídos da sociedade alemã, organizaram eventos sociais, escolas e outras actividades por sua iniciativa. No entanto, os problemas económicos foram mais difíceis de resolver; muitos negócios faliram por falta de clientes. Este facto devia-se ao processo de arianização (transferência das empresas judaicas para a posse de não-judeus, geralmente a preços muitos inferiores aos valores de mercado) que o regime deu início em 1933, o qual se intensificou depois das Leis de Nuremberga terem entrado em vigor. Os ex-empresários da classe média ou abastados proprietários ricos foram obrigados a trabalhar em empregos servis para sustentar as suas famílias, e muitos não conseguiram nem mesmo arranjar trabalho.
Apesar de um dos objectivos dos nazis ser a expulsão de todos os judeus do país, a emigração era problemática, pois era exigido aos judeus que deixassem até 90 por cento dos seus bens para deixarem a Alemanha. Quem fosse apanhado a transferir o seu dinheiro para fora do país era condenado a longos períodos de prisão com a acusação de "sabotadores económicos". Uma das excepções era o dinheiro enviado à Palestina segundo com o Acordo de Haavara, o qual estabelecia que os judeus podiam transferir os seus bens e emigrar para aquele território. Cerca de 52 000 judeus emigraram para a Palestina ao abrigo dos termos deste acordo entre 1933 e 1939.
Com o início da Segunda Guerra Mundial em setembro de 1939, cerca de 250 000, de um total de 437 000 judeus da Alemanha, tinham emigrado para os Estados Unidos, Palestina, Grã-Bretanha e outros países. Em 1938, era quase impossível que um judeu que quisesse emigrar encontrasse um país que o quisesse receber. Depois da Revolta árabe de 1936–1939, os britânicos não estavam receptivos a aceitar mais judeus na Palestina por receio de que isso fosse desestabilizar ainda mais a região. As pessoas nacionalistas e xenófobos nos outros países pressionaram os governos para que estes não aceitassem mais ondas de imigrantes judeus, em particular os mais pobres. O Plano Madagáscar, uma proposta de deportação em massa dos judeus europeus para Madagáscar, mostrou-se impossível de realizar. Em meados de 1941, o governo alemão deu início aos extermínios em massa dos judeus da Europa. O total de judeus assassinados durante o Holocausto está estimado entre 5,5 e 6 milhões de pessoas. A estimativa para os ciganos mortos no Porajmos varia entre os 150 000 e os 1 500 000.

### Principal
- Allen, Nick (26 de Agosto de 2010). «Nuremberg Laws handed over to US National Archives». Daily Telegraph. Consultado em 7 de Março de 2015
- Bradsher, Greg (Inverno de 2010). «The Nuremberg Laws: Archives Receives Original Nazi Documents That "Legalized" Persecution of Jews». National Archives and Records Administration. Prologue Magazine. 42 (4). Consultado em 7 de Março de 2015
- Bullock, Alan (1962) [1952]. Hitler: A Study in Tyranny. London: Penguin Books. ISBN 978-0-14-013564-0
- Burleigh, Michael; Wippermann, Wolfgang (1991). The Racial State: Germany 1933–1945. Cambridge; New York: Cambridge University Press. ISBN 978-0-521-39802-2
- Cohen, Philip J. (1999) [1996]. Serbia's Secret War: Propaganda and the Deceit of History. College Station: Texas A&M University Press. ISBN 0-89096-688-5
- Dikovski, Antoinette (19 de Julho de 2000). «България само администрираше "новите земи"». Демокрация (em búlgaro). Consultado em 11 de Março de 2015. Cópia arquivada em 18 de Julho de 2011
- Ehrenreich, Eric (2007). The Nazi Ancestral Proof: Genealogy, Racial Science, and the Final Solution. [S.l.]: Indiana University Press. ISBN 978-0-253-11687-1
- Evans, Richard J. (2003). The Coming of the Third Reich. New York: Penguin. ISBN 978-0-14-303469-8
- Evans, Richard J. (2005). The Third Reich in Power. New York: Penguin. ISBN 978-0-14-303790-3
- Evans, Richard J. (2008). The Third Reich at War. New York: Penguin. ISBN 978-0-14-311671-4
- Fischer, Ronit (2012) [2011]. «Transnistria: The Holocaust in Romania». In:  Friedman, Jonathan C. Routledge History of the Holocaust. Abingdon; New York: Routledge. pp. 277–290. ISBN 978-0-415-52087-4
- Friedländer, Saul (2009). Nazi Germany and the Jews, 1933–1945. New York: HarperCollins. ISBN 978-0-06-1350276
- Frojimovics, Kinga (2012) [2011]. «Special Characteristics of the Holocaust in Hungary, 1938–45». In:  Friedman, Jonathan C. Routledge History of the Holocaust. Abingdon; New York: Routledge. pp. 248–263. ISBN 978-0-415-52087-4
- Gellately, Robert (1991). The Gestapo and German Society: Enforcing Racial Policy, 1933–1945. Oxford: Clarendon Press. ISBN 0-19-820297-0
- Goldhagen, Daniel (1996). Hitler's Willing Executioners: Ordinary Germans and the Holocaust. New York: Knopf. ISBN 978-0-679-44695-8
- Gordon, Sarah (1984). Hitler, Germans, and the 'Jewish Question'. Princeton, NJ: Princeton University Press. ISBN 0-691-05412-6
- Grenville, John (2002) [1998]. «Neglected Holocaust victims: the Mischlinge, the Judischversippte, and the Gypsies». In:  Berenbaum, Michael; Peck, Abraham J. The Holocaust and History: The Known, the Unknown, the Disputed, and the Reexamined. Bloomington, IN: Indiana University Press. pp. 314–326. ISBN 0-253-33374-1
- Hancock, Ian (2012). «The Neglected Memory of the Romanies». In:  Friedman, Jonathan C. The Routledge History of the Holocaust. New York: Taylor & Francis. pp. 375–384. ISBN 978-0-415-52087-4
- Hilberg, Raul (2003) [1961]. The Destruction of the European Jews. III. New Haven; London: Yale University Press. ISBN 978-0-300-09592-0
- Kershaw, Ian (2008). Hitler: A Biography. New York: W. W. Norton & Company. ISBN 978-0-393-06757-6
- Longerich, Peter (2010). Holocaust: The Nazi Persecution and Murder of the Jews. Oxford; New York: Oxford University Press. ISBN 978-0-19-280436-5
- Majer, Diemut (2003). "Non-Germans" under the Third Reich: The Nazi Judicial and Administrative System in Germany and Occupied Eastern Europe, with Special Regard to Occupied Poland, 1939–1945. Baltimore; London: Johns Hopkins University Press. ISBN 0-8018-6493-3
- Marrus, Michael (2000). The Holocaust and History: The Known, the Unknown, the Disputed, and the Reexamined. Toronto: Key Porter
- Matić, Igor-Philip (2002). Edmund Veesenmayer: Agent und Diplomat der nationalsozialistischen Expansionspolitik (em alemão). München: Oldenbourg Verlag. ISBN 978-3-486-56677-2
- McGarry, Aidan (2010). Who Speaks for Roma?: Political Representation of a Transnational Minority Community. New York; London: Bloomsbury. ISBN 978-0-8264-2880-6
- Milton, Sybil H. (2001). «"Gypsies" as social outsiders in Nazi Germany». In:  Gellately, Robert; Stoltzfus, Nathan. Social Outsiders in Nazi Germany. Princeton: Princeton University Press. ISBN 0-691-08684-2
- Mommsen, Hans (1989). «The Realization of the Unthinkable: The 'Final Solution of the Jewish Question'». In:  Marrus, Michael. The "Final Solution": The Implementation of Mass Murder. Col: The Nazi Holocaust, Part 3. 1. Westport, CT: Meckler. pp. 217–264. ISBN 0-88736-255-9
- «Reichsbürgergesetz und Gesetz zum Schutze des deutschen Blutes und der deutschen Ehre ["Nürnberger Gesetze"]» (em alemão). Friedrich-Alexander Universität Erlangen-Nürnberg. 14 de Novembro de 1935
- Rhodes, Richard (2003). Masters of Death: The SS-Einsatzgruppen and the Invention of the Holocaust. New York: Vintage. ISBN 978-0-375-70822-0
- Rodogno, David (2006). Fascism's European Empire: Italian Occupation During the Second World War. [S.l.]: Cambridge University Press. ISBN 978-0-521-84515-1
- Scheil, Stefan (11 de Março de 2012). «Arier». Junge Freiheit (em alemão). Consultado em 11 de Março de 2015
- Schulz, Edgar Hans; Frercks, Rudolf (1934). Warum Arierparagraph? Ein Beitrag zur Judenfrage [Why the Aryan Law? A Contribution to the Jewish Question] (em alemão). Berlin: NSDAP Office of Racial Policy. OCLC 802537
- Shirer, William L. (1960). The Rise and Fall of the Third Reich. New York: Simon & Schuster. ISBN 978-0-671-62420-0
- «Sinti and Roma: Victims of the Nazi Era» (PDF). United States Holocaust Memorial Museum. Consultado em 6 de Setembro de 2016
- «Translation: Nuremberg Race Laws». Holocaust Encyclopedia. United States Holocaust Memorial Museum. Consultado em 6 de Março de 2015
- Wildt, Michael (2012). Hitler's Volksgemeinschaftand the Dynamics of Racial Exclusion: Violence Against Jews in Provincial Germany, 1919–1939. [S.l.]: Berghahn Books. ISBN 085745322X
- Wolfe, Stephanie (2014). The Politics of Reparations and Apologies. New York: Springer. ISBN 978-1-4614-9184-2

### Adicional
- Bankier, David (1984). «In Nation and History: Studies in the History of the Jewish People; Based on the Papers Delivered at the Eight World Congress of Jewish Studies». In:  Ettinger, Samuel. The 'Jewish Question' as a Focus of Conflict Between Trends of Institutionalization and Radicalization in the Third Reich, 1934–1935. 2. Jerusalem: [s.n.] pp. 357–371
- Bankier, David (1990).  Gutman, Israel, ed. Encyclopedia of the Holocaust. 3. New York: Macmillan. pp. 1076–1077. ISBN 0-02-864527-8
- Gruchmann, Lothar (Julho de 1983). «'Blutschutzgestz' und Justiz: Zur Entstehung und Auswirkung des Nürnberger Gesetzes von 15 September 1935». München: Oldenbourg Wissenschaftsverlag GmbH. Vierteljahrshefte für Zeitgeschichte (em alemão). 31: 418–442. JSTOR 30196462
- Longerich, Peter (2000). «The Wannsee Conference in the Development of the 'Final Solution'» (PDF). London: The Holocaust Educational Trust. Holocaust Educational Trust Research Papers. 1 (2). ISBN 0-9516166-5-X. Consultado em 11 de Março de 2015. Arquivado do original (PDF) em 2 de abril de 2015
- Margaliot, Abraham (1977). «The Reaction of the Jewish Public in Germany to the Nuremberg Laws». Jerusalem: Yad Vashem. Yad Vashem Studies. 12: 193–229
- Schleunes, Karl (1970). The Twisted Road to Auschwitz: Nazi Policy towards German Jews, 1933–1939. Urbana: University of Illinois Press. ISBN 978-0-252-00092-8
- Whitman, James Q. (2017). Hitler's American Model: The United States and the Making of Nazi Race Law. [S.l.]: Princeton University Press. ISBN 978-0691172422